# Sugih Waras (Banding Agung)
Sugih Waras is een bestuurslaag in het regentschap Ogan Komering Ulu Selatan van de provincie Zuid-Sumatra, Indonesië. Sugih Waras telt 1349 inwoners (volkstelling 2010).